# Spaceflight Industries
Spaceflight Industries, Inc. è un'azienda aerospaziale privata statunitense con sede a Seattle fondata nel 2010 e specializzata nel lancio di carichi secondari e di servizi di intelligence geospaziale..
Spaceflight Industries ha due servizi di business primari: Spaceflight, il loro servizio di lancio in condivisione, e BlackSky, il loro servizio di intelligence geospaziale.
Spaceflight ha lanciato i suoi primi satelliti, a bordo delle missioni Antares A-ONE e Bion-M No.1 ad aprile 2013, rispettivamente su un Antares 110 e una Soyuz-2.1a  A gennaio 2017 Spaceflight ha spedito 78 carichi su oltre 12 lanci, su razzi Antares, Dnepr, PSLV e Soyuz-2, o su Cygnus e Dragon verso la Stazione spaziale internazionale..
Ad ottobre 2015, Spaceflight Industries ha prenotato uno spazio di lancio su un Falcon 9 per spedire un lander lunare da 500 kg costruito da SpaceIL per il Google Lunar X Prize alla fine del 2017. Il viaggio sarà condiviso con una dozzina di altri piccoli carichi utili che vanno da 50 kg a 575 kg.